# Ricardo Vilela
Ricardo Vilela (ur. 18 grudnia 1987 w Bragança) – portugalski kolarz szosowy. Wziął udział w Vuelta a España 2015.
W październiku 2022 został ukarany trzyletnią dyskwalifikacją za naruszenie przepisów antydopingowych (posiadanie niedozwolonych substancji i korzystanie z zabronionych metod wspomagania).

## Rankingi
| Rok             | 2009 | 2010 | 2011 | 2012 | 2013 | 2014 | 2015 | 2016 | 2017 | 2018 | 2019  | 2020  | 2021  | 2022  |
| --------------- | ---- | ---- | ---- | ---- | ---- | ---- | ---- | ---- | ---- | ---- | ----- | ----- | ----- | ----- |
| World Ranking   |      |      |      |      |      |      |      | 450. | 489. | 458. | 2083. | 1463. | 1819. | 2217. |
| UCI Europe Tour | 456. | -    | 607. | -    | -    | 462. | 579. | 244. | 337. | 430. | 1363. | 1097. | 1250. | 1395. |
| UCI Asia Tour   | -    | -    | -    | -    | -    | -    | -    | -    | -    | 187. |       |       |       |       |
|                 |      |      |      |      |      |      |      |      |      |      |       |       |       |       |
| Źródło: UCI     |      |      |      |      |      |      |      |      |      |      |       |       |       |       |